# Arbori
 Arbori  este o comună în departamenul Corse-du-Sud în Franța, pe insula Corsica.